# Jaora
Jaora (en hindi : जावरा)) est une ville et une municipalité du district de Ratlam dans l'état indien du Madhya Pradesh. Jaora est localisé dans la région de Malwa entre Ratlam et Neemuch. C'était la capitale de l'État princier de Jaora avant l'indépendance de l'Inde. Durant la Passion d'al-Husayn, des milliers de personnes du monde entier viennent au Hussain Tekri (en). C'est un lieu important pour la communauté Jain, Rajendra suri jain Dadawadi est un lieu de pèlerinage.

## Démographie
Au recensement de 2001, Jaora comptait 63 736 habitants, dont 51 % d'hommes et 49 % de femmes. Le taux d'alphabétisation était de 62 %, plus élevé que la moyenne nationale de 59,5 % : le taux est de 70 % pour les hommes et 54 % pour les femmes. 16 % de la population avait moins de six ans.

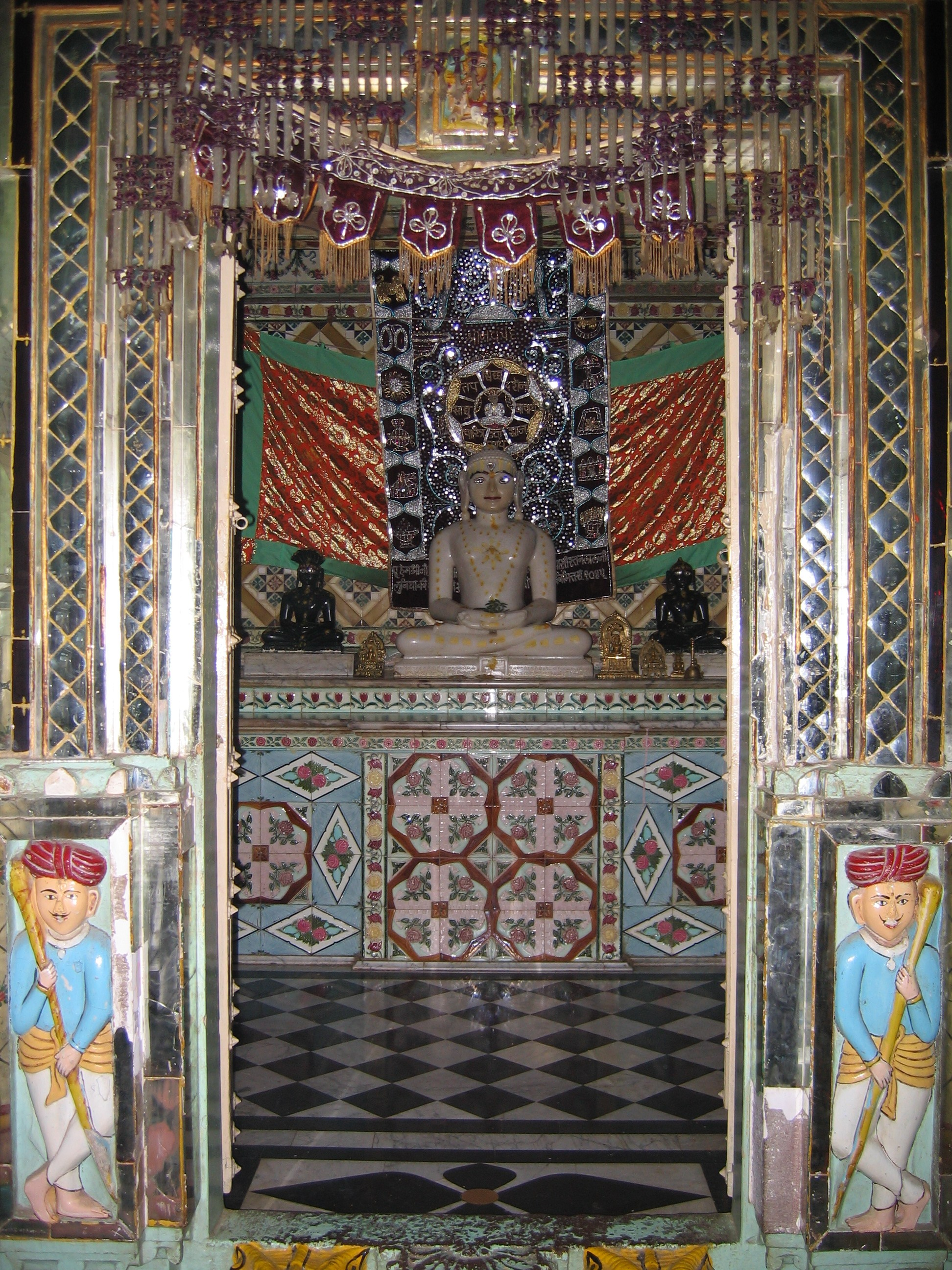
Jain mandir, Jaora.

## État princier de Jaora
L'état a été fondé par 'Abdu'l Ghafur Muhammad Khan, un musulman d'origines afghanes. Il était l'officier de cavalerie du chef Pindari Amir Khan (en). Il a ensuite servi le maharaja Holkar d'Indore, soumettant et annexant les territoires Rajput dans le nord du Malwa. En retour pour ses services, il reçoit le titre de Nawab en 1808. L'état est confirmé par le gouvernement britannique en 1818 lors du traité de Traité de Mandsaur.

## Transport
Jaora a une gare ferroviaire desservie par le réseau de l'Indian Railways entre la section Ratlam - Ajmer. Depuis Jaora il existe des trains directs pour Ajmer, Udaipur, Agra, Kota, Indore, Ujjain, Ratlam, Neemuch, Mumbai.

## Nawabs de Jaora
- 1817 Iftikhar ud-Daula, Nawab Abdul Ghafur'Khan Bahadur,Diler-Jung.
- 1825 Muhtasim ud-Daula, Nawab Ghaus Muhammad'Khan Bahadur,Shaukat-Jung.
- 1865 Ihtisham ud-Daula, Nawab Muhammad Ismail'Khan Bahadur,Firoz-Jung.
- 1895 Fakhr ud-Daula, Nawab Iftikhar Ali'Khan Bahadur,Saulat-Jung.